# Liga ARC 2016
La temporada 2016 de la Liga ARC es la undécima edición desde que se iniciara la competición de traineras organizada por la Asociación de Remo del Cantábrico en 2006. Se compone de dos grupos de 12 y 14 equipos respectivamente. La temporada regular comenzó el 18 de junio en Bilbao (Vizcaya) y terminó el 27 de agosto en Colindres (Cantabria). Posteriormente, se disputaron los play-off para el ascenso a la Liga ACT y entre los dos grupos de la Liga ARC.

## Sistema de competición
La Liga ARC está dividida en 2 grupos cada uno de los cuales disputa un calendario de regatas propio. Al finalizar la liga regular y para decidir los ascensos y descensos entre la Liga ACT y los 2 grupos de la Liga ARC se disputan sendos play-off:
- Play-off de ascenso a Liga ACT: se disputa 1 plaza en la Liga ACT entre el penúltimo clasificado de dicha competición, ya que el último desciende directamente, los 2 primeros del Grupo 1 y los 2 primeros de la Liga LNT.
- Play-off entre grupos ARC: el campeón del Grupo 2 asciende directamente al Grupo 1, el último clasificado del Grupo 1 desciende directamente y la última plaza del Grupo 1 se disputa entre el penúltimo clasificado del Grupo 1 y el segundo y tercero del Grupo 2.

## Calendario
Las siguientes regatas están programadas para tener lugar en 2016.

### Grupo 1
| Orden | Regata                                                                                       | Fecha        | Provincia |
| ----- | -------------------------------------------------------------------------------------------- | ------------ | --------- |
| 1     | Bilbao 716 Aniversario                                                                       | 18 de junio  | Vizcaya   |
| 2     | X Bandera de la Cofradía de Pescadores de Fuenterrabía- XXI Regata Promoción de Fuenterrabía | 25 de junio  | Guipúzcoa |
| 3     | VII Bandera de Guetaria(2ª jornada)                                                          | 26 de junio  | Guipúzcoa |
| 4     | XXXVII Bandera Ilustre Ayuntamiento de Santurce                                              | 3 de julio   | Vizcaya   |
| 5     | IX Bandera Donostiarra-Kaiarriba / Grupo Amenabar                                            | 9 de julio   | Guipúzcoa |
| 6     | IX Bandera de la Fiesta del Besugo                                                           | 16 de julio  | Guipúzcoa |
| 7     | XI Bandera Marina de Cudeyo-Gran Premio Dynasol                                              | 23 de julio  | Cantabria |
| 8     | Bandera Año Jubilar Lebaniego                                                                | 24 de julio  | Cantabria |
| 9     | XXXI Bandera El Correo-Gran Premio BBK (1ªjornada)                                           | 30 de julio  | Vizcaya   |
| 10    | XXXI Bandera El Correo-Gran Premio BBK (2ªjornada)                                           | 31 de julio  | Vizcaya   |
| 11    | XXXII Bandera de Ondárroa-Premio Mahala                                                      | 6 de agosto  | Vizcaya   |
| 12    | XXXII Bandera de Pasajes                                                                     | 7 de agosto  | Guipúzcoa |
| 13    | XLIV Bandera Ciudad de Castro-X Memorial Avelino Ibáñez                                      | 14 de agosto | Cantabria |
| 14    | VII Bandera de Zarautz                                                                       | 15 de agosto | Guipúzcoa |
| 15    | XXXIX Villa de Bilbao                                                                        | 21 de agosto | Vizcaya   |

### Grupo 2
| Orden | Regata                                            | Fecha        | Provincia |
| ----- | ------------------------------------------------- | ------------ | --------- |
| 1     | XXIV Bandera de San Juan de Luz                   | 25 de junio  | Francia   |
| 2     | XXIX Bandera de Erandio                           | 2 de julio   | Vizcaya   |
| 3     | XXIX Bandera de Elanchove-Grupo Eibar             | 3 de julio   | Vizcaya   |
| 4     | VII Bandera Kaiarriba / Grupo Amenabar            | 9 de julio   | Guipúzcoa |
| 5     | IV Bandera Ciudad de Rentería                     | 16 de julio  | Guipúzcoa |
| 6     | XIII Bandera del Puerto Viejo de Algorta          | 17 de julio  | Vizcaya   |
| 7     | XVIII Bandera de Mundaca                          | 23 de julio  | Vizcaya   |
| 8     | II Bandera de Iberia-Sestao                       | 24 de julio  | Vizcaya   |
| 9     | VI Bandera de Zumaya                              | 30 de julio  | Guipúzcoa |
| 10    | XV Bandera Ayuntamiento de Sestao                 | 31 de julio  | Vizcaya   |
| 11    | II Bandera de Oyarzun                             | 6 de agosto  | Guipúzcoa |
| 12    | XLVI Bandera de Santoña-Memorial Fernando Palacio | 13 de agosto | Cantabria |
| 13    | XXVIII Bandera de Plencia                         | 20 de agosto | Vizcaya   |
| 14    | XXIV Bandera Ayuntamiento de Camargo              | 21 de agosto | Cantabria |
| 15    | XXIII Bandera Ría del Asón                        | 27 de agosto | Cantabria |

### Play-off de ascenso a Liga ACT
| Orden | Regata      | Fecha            | Provincia |
| ----- | ----------- | ---------------- | --------- |
| 1     | Bermeo      | 17 de septiembre | Vizcaya   |
| 2     | Portugalete | 18 de septiembre | Vizcaya   |

### Play-off entre grupos
| Orden | Regata          | Fecha        | Provincia |
| ----- | --------------- | ------------ | --------- |
| 1     | Prueba "En ría" | 27 de agosto | Cantabria |
| 2     | Prueba "En mar" | 28 de agosto | Vizcaya   |

## Traineras participantes

### Grupo 1
| Equipo                | Nombre de la Trainera | Localidad            | Provincia |
| --------------------- | --------------------- | -------------------- | --------- |
| Castreña-Rend&Prev    | La Marinera           | Castro-Urdiales      | Cantabria |
| Deusto-Bilbao         | Tomatera              | Bilbao               | Vizcaya   |
| Donostiarra           | Torrekua              | San Sebastián        | Guipúzcoa |
| Getaria               | Esperantza            | Guetaria             | Guipúzcoa |
| NT2 Hondarribia       | Ama Guadalupekoa      | Fuenterrabía         | Guipúzcoa |
| Lekittarra-Elecnor-BM | Lekittarra            | Lequeitio            | Vizcaya   |
| Ondarroa              | Antiguako ama         | Ondárroa             | Vizcaya   |
| Orio-Babyauto         | Txiki                 | Orio                 | Guipúzcoa |
| Pedreña               | Seve Ballesteros      | Pedreña              | Cantabria |
| Sanpedrotarra         | Libia                 | Pasajes de San Pedro | Guipúzcoa |
| Santurtzi-Iberdrola   | Sotera                | Santurce             | Vizcaya   |
| Zarautz-Navascal      | Enbata                | Zarauz               | Guipúzcoa |

### Grupo 2
| Equipo              | Nombre de la Trainera | Localidad     | Provincia |
| ------------------- | --------------------- | ------------- | --------- |
| Arkote-Helvetia     | Plentzitarra          | Plencia       | Vizcaya   |
| Bermeo-Mundaka Avia | Mundakarra            | Mundaca       | Vizcaya   |
| Camargo             | Virgen del Carmen     | Camargo       | Cantabria |
| Colindres           | San Ginés             | Colindres     | Cantabria |
| Donostiarra "B"     | Torrekua              | San Sebastián | Guipúzcoa |
| Elantxobe-Idar      | Artarri               | Elanchove     | Vizcaya   |
| Getxo               | Goizeko Izarra        | Guecho        | Vizcaya   |
| Hibaika             | Madalen               | Rentería      | Guipúzcoa |
| Iberia              | Hojalatera            | Sestao        | Vizcaya   |
| Kaiku Producha      | Bizkaitarra           | Sestao        | Vizcaya   |
| Lutxana             | Erandiotarra          | Erandio       | Vizcaya   |
| Oiartzun            | Erreka                | Oyarzun       | Guipúzcoa |
| Santoña             | Virgen del Puerto     | Santoña       | Cantabria |
| Zumaia "B"          | Telmo Deun            | Zumaya        | Guipúzcoa |

### Equipos por provincia
| Provincia | Grupo | N. | Equipos                                                                                      |
| --------- | ----- | -- | -------------------------------------------------------------------------------------------- |
| Vizcaya   | 1     | 4  | Deusto-Bilbao, Lekittarra-Elecnor-BM, Ondarroa, Santurtzi-Iberdrola                          |
| Vizcaya   | 2     | 7  | Arkote-Helvetia, Bermeo-Mundaka Avia, Elantxobe-Idar, Getxo, Iberia, Kaiku Producha, Lutxana |
| Vizcaya   | TOTAL | 11 |                                                                                              |
| Guipúzcoa | 1     | 6  | Donostiarra, NT2 Hondarribia, Orio-Babyauto, Getaria, Sanpedrotarra, Zarautz-Navascal        |
| Guipúzcoa | 2     | 4  | Donostiarra "B", Hibaika, Oiartzun, Zumaia "B"                                               |
| Guipúzcoa | TOTAL | 10 |                                                                                              |
| Cantabria | 1     | 2  | Pedreña, Castreña-Rend&Prev                                                                  |
| Cantabria | 2     | 3  | Camargo, Colindres, Santoña                                                                  |
| Cantabria | TOTAL | 5  |                                                                                              |

### Ascensos y descensos
| Grupo 1 |                         |
| --- | ----------------------- |
| \| Pos. \| Ascendidos de Grupo 2 \| \| ----- \| ----------------------- \| \| 1.º \| NT2 Hondarribia \| \| Prom. \| Castreña-Rend&Prev (2º) \| \| Prom. \| Sanpedrotarra (3º) \| |                         |
| Pos. | Ascendidos de Grupo 2   |
| 1.º | NT2 Hondarribia         |
| Prom. | Castreña-Rend&Prev (2º) |
| Prom. | Sanpedrotarra (3º)      |

| Pos.  | Descendidos de Grupo 1 |
| ----- | ---------------------- |
| Prom. | Elantxobe-Idar (11º)   |
| 12.º  | Santoña                |

| Pos. | Clubes de Grupo 2 no inscritos |
| ---- | ------------------------------ |
| 13.º | Bermeo-Sumoil                  |

| Pos. | Nueva inscripción |
| ---- | ----------------- |
| -    | Camargo           |
| -    | Kaiku Producha    |

     Ascenso directo.

     Ascenso después de play-off.

     Descenso directo ordinario.

     Descenso después de play-off.

     Descenso administrativo o desaparición.

     Nueva inscripción.

## Clasificación
A continuación se recoge la clasificación en cada una de las regatas disputadas en cada grupo.

### Grupo 1
Los puntos se reparten entre los doce participantes en cada regata.
| Posición | 1.º | 2.º | 3.º | 4.º | 5.º | 6.º | 7.º | 8.º | 9.º | 10.º | 11.º | 12.º |
| Puntos   | 12  | 11  | 10  | 9   | 8   | 7   | 6   | 5   | 4   | 3    | 2    | 1    |

| Pos. | Club                  | Trainera         | 1 ANI | 2 PRO | 3 GUE | 4 SCE | 5 DON | 6 BES | 7 CUD | 8 LEB | 9 CO1 | 10 CO2 | 11 OND | 12 PAS | 13 CAS | 14 ZAR | 15 BIL | Puntos |
| ---- | --------------------- | ---------------- | ----- | ----- | ----- | ----- | ----- | ----- | ----- | ----- | ----- | ------ | ------ | ------ | ------ | ------ | ------ | ------ |
| 1    | Ondarroa              | Antiguako ama    | 1     | 1     | 1     | 2     | 2     | 1     | 1     | 1     | 1     | 1      | 1      | 1      | 1      | 1      | 1      | 178    |
| 2    | Donostiarra           | Torrekua         | 6     | 3     | 4     | 1     | 4     | 5     | 4     | 4     | 2     | 2      | 3      | 2      | 4      | 2      | 2      | 147    |
| 3    | Getaria               | Esperantza       | 2     | 8     | 2     | 5     | 1     | 3     | 2     | 2     | 4     | 4      | 2      | 3      | 2      | 7      | 5      | 143    |
| 4    | Lekittarra-Elecnor-BM | Lekittarra       | 5     | 4     | 6     | 3     | 5     | 2     | 5     | 5     | 3     | 5      | 4      | 4      | 6      | 3      | 3      | 132    |
| 5    | Pedreña               | Seve Ballesteros | 3     | 5     | 3     | 4     | 3     | 6     | 3     | 3     | 5     | 3      | 6      | 5      | 5      | 11     | 6      | 124    |
| 6    | Deusto-Bilbao         | Tomatera         | 4     | 2     | 5     | 6     | 6     | 4     | 6     | 6     | 6     | 6      | 5      | 9      | 3      | 6      | 4      | 117    |
| 7    | Orio-Babyauto         | Txiki            | 8     | 6     | 7     | 7     | 8     | 9     | 7     | 8     | 9     | 8      | 8      | 6      | 9      | 10     | 7      | 78     |
| 8    | NT2 Hondarribia       | Ama Guadalupekoa | 7     | 7     | 9     | 9     | 7     | 7     | 9     | 9     | 7     | 10     | 9      | 7      | 7      | 5      | 9      | 77     |
| 9    | Zarautz-Navascal      | Enbata           | 10    | 10    | 10    | 8     | 9     | 8     | 10    | 10    | 8     | 7      | 7      | 8      | 8      | 4      | 8      | 70     |
| 10   | Santurtzi-Iberdrola   | Sotera           | 9     | 9     | 8     | 10    | 10    | 10    | 8     | 7     | 10    | 9      | 10     | 10     | 10     | 8      | 10     | 57     |
| 11   | Sanpedrotarra         | Libia            | 11    | 11    | 11    | 11    | 11    | 11    | 11    | 11    | 12    | 11     | 11     | 11     | 11     | 9      | 11     | 31     |
| 12   | Castreña-Rend&Prev    | La Marinera      | 12    | 12    | 12    | 12    | 12    | 12    | 12    | 12    | 11    | 12     | 12     | 12     | 12     | 12     | 12     | 16     |

| Color  | Resultado |
| ------ | --------- |
| Oro    | Ganador   |
| Plata  | Segundo   |
| Bronce | Tercero   |
| Verde  | Puntuó    |

### Grupo 2
Los puntos se reparten entre los catorce participantes en cada regata. 
| Posición | 1.º | 2.º | 3.º | 4.º | 5.º | 6.º | 7.º | 8.º | 9.º | 10.º | 11.º | 12.º | 13.º | 14.º |
| Puntos   | 14  | 13  | 12  | 11  | 10  | 9   | 8   | 7   | 6   | 5    | 4    | 3    | 2    | 1    |

| Pos. | Club                | Trainera          | 1 LUZ | 2 ERA | 3 ELA | 4 KAI | 5 REN | 6 ALG | 7 MUN | 8 IBE | 9 ZUM | 10 SES | 11 OYA | 12 SÑA | 13 PLE | 14 CAM | 15 ASO | Puntos |
| ---- | ------------------- | ----------------- | ----- | ----- | ----- | ----- | ----- | ----- | ----- | ----- | ----- | ------ | ------ | ------ | ------ | ------ | ------ | ------ |
| 1    | Oiartzun            | Erreka            | 3     | 1     | 1     | 1     | 1     | 1     | 1     | 1     | 1     | 2      | 1      | 1      | 5      | 1      | 2      | 177    |
| 2    | Arkote-Helvetia     | Plentzitarra      | 1     | 2     | 5     | 2     | 2     | 2     | 2     | 2     | 5     | 1      | 2      | 2      | 1      | 5      | 1      | 162    |
| 3    | Hibaika             | Madalen           | 5     | 7     | 2     | 4     | 6     | 3     | 3     | 6     | 4     | 3      | 5      | 5      | 3      | 2      | 3      | 142    |
| 4    | Getxo               | Goizeko Izarra    | 2     | 4     | 3     | 5     | 4     | 4     | 5     | 3     | 11    | 5      | 4      | 6      | 8      | 3      | 6      | 130    |
| 5    | Donostiarra "B"     | Torrekua          | 4     | 9     | 6     | 8     | 8     | 6     | 6     | 4     | 3     | 6      | 6      | 3      | 4      | 4      | 4      | 122    |
| 6    | Bermeo-Mundaka Avia | Mundakarra        | DNP   | 6     | 8     | 7     | 3     | 5     | 4     | 9     | 7     | 7      | 7      | 7      | 2      | 6      | 5      | 117    |
| 7    | Camargo             | Virgen del Carmen | DNP   | 3     | 10    | 6     | 5     | 8     | 9     | 5     | 8     | 4      | 3      | 4      | 9      | 7      | 7      | 114    |
| 8    | Zumaia "B"          | Telmo Deun        | 6     | 5     | 4     | 3     | 7     | 7     | 7     | 12    | 2     | 11     | 8      | 8      | 7      | 12     | 9      | 102    |
| 9    | Lutxana             | Erandiotarra      | DNP   | 8     | 9     | 9     | 10    | 10    | 10    | 11    | 12    | 8      | 9      | 10     | 10     | 8      | 11     | 71     |
| 10   | Elantxobe-Idar      | Artarri           | 8     | 11    | 7     | 11    | 9     | 11    | 8     | 10    | 9     | 12     | 12     | 12     | 6      | 9      | 8      | 68     |
| 11   | Iberia              | Hojalatera        | 7     | EX    | 11    | 10    | 11    | 9     | 12    | 7     | 6     | 10     | 11     | 11     | 11     | 10     | 12     | 61     |
| 12   | Kaiku Producha      | Bizkaitarra       | DNP   | 10    | 12    | 12    | 12    | 12    | 11    | 8     | 10    | 9      | 10     | 9      | 12     | 11     | 10     | 57     |
| 13   | Santoña             | Virgen del Puerto | DNP   | 12    | 13    | 13    | 13    | 13    | 13    | 13    | 13    | 13     | 13     | 13     | 14     | 13     | 13     | 26     |
| 14   | Colindres           | San Ginés         | DNP   | 13    | 14    | 14    | 14    | 14    | 14    | 14    | 14    | 14     | 14     | 14     | 13     | 14     | 14     | 15     |

| Color     | Resultado                        |
| --------- | -------------------------------- |
| Oro       | Ganador                          |
| Plata     | Segundo                          |
| Bronce    | Tercero                          |
| Verde     | Puntuó                           |
| Sin color | EX - Excluido                    |
| Sin color | DNP - Inscrito pero no participó |

Las banderas de San Juan de Luz y del Asón no puntúan.

### Play-off de ascenso a Liga ACT
Los puntos se reparten entre los cuatro participantes en cada regata.
| Posición | 1.º | 2.º | 3.º | 4.º |
| Puntos   | 4   | 3   | 2   | 1   |

| Pos. | Club              | Trainera              | 1 BER | 2 POR | Puntos |
| ---- | ----------------- | --------------------- | ----- | ----- | ------ |
| 1    | Ondarroa          | Antiguako ama         | 1     | 1     | 8      |
| 2    | Ares              | Santa Olalla de Lubre | 2     | 2     | 6      |
| 3    | Donostiarra       | Torrekua              | 3     | 3     | 4      |
| 4    | Portugalete-Eulen | Jarrillera            | 4     | 4     | 2      |

| Color  | Resultado |
| ------ | --------- |
| Oro    | Ganador   |
| Plata  | Segundo   |
| Bronce | Tercero   |
| Verde  | Puntuó    |

### Play-off entre grupos
El equipo Oiartzun asciende al Grupo 1 directamente al quedar primero del Grupo 2.
El equipo  Castreña-Rend&Prev desciende al Grupo 2 directamente al quedar último del Grupo 1.
Los puntos se reparten entre los tres participantes en cada regata.
| Posición | 1.º | 2.º | 3.º | 4.º |
| Puntos   | 4   | 3   | 2   | 1   |

| Pos. | Club                | Trainera     | 1 RÍA | 2 MAR | Puntos |
| ---- | ------------------- | ------------ | ----- | ----- | ------ |
| 1    | Arkote-Helvetia     | Plentzitarra | 2     | 1     | 7      |
| 2    | Santurtzi-Iberdrola | Sotera       | 1     | 2     | 7      |
| 3    | Hibaika             | Madalen      | 3     | 4     | 3      |
| 4    | Sanpedrotarra       | Libia        | 4     | 3     | 3      |

| Color  | Resultado |
| ------ | --------- |
| Oro    | Ganador   |
| Plata  | Segundo   |
| Bronce | Tercero   |
| Verde  | Puntuó    |